# Морской пехотинец 2
«Морской пехотинец 2» (англ. The Marine 2) — американский боевик 2009 года режиссёра Роэля Рейна, сценариста Кристофера Боррелли и Джона Чапина Моргана, продюсера Майкла Лэйка. В фильме снимались рестлер Тед Дибиаси-младший, Темуэра Моррисон, Лара Кокс, Роберт Коулби и Майкл Рукер. Фильм является самостоятельным продолжением фильма «Морской пехотинец» с Джоном Синой в главной роли и вторым в серии фильмов. Это был дебют Теда Дибиаси в кино. Фильм был выпущен на DVD и Blu-ray в США 29 декабря 2009 года.
Фильм был вдохновлен похищениями в Дос-Пальмасе.
Фильм был снят киноподразделением WWE под названием WWE Studios и распространен в США компанией 20th Century Fox Home Entertainment.

## Сюжет
Джо Линвуд (Тед Дибиаси-младший) из отряда морской пехоты США пытается спасти свою жену Робин (Лара Кокс) и других постояльцев из отеля, который захватила банда кровожадных террористов. Семья Линвудов отдыхает на роскошном курорте в Таиланде, когда террористы вторгаются в отель во время его торжественного открытия. Джо спасается от первого натиска и должен найти способ спасти свою жену и других заложников.

## В ролях
- Тед Дибиаси-младший — Джо Линвуд
- Темуэра Моррисон — Деймо, лидер террористов
- Лара Кокс — Робин Линвуд, жена Джо
- Роберт Коулби — Даррен Коннер, миллиардер
- Майкл Рукер — Черч, ветеран армии США

## Сиквел
Сиквел, «Морской пехотинец: Тыл» был выпущен 5 марта 2013 года. Главную роль в нём сыграл рестлер WWE Майк «Миз» Мизанин. Первоначально на главную роль был приглашен Рэнди Ортон, но из-за его предыдущей негативной связи с морской пехотой его заменили на Мизанина.